# Нумералізація
Нумералізація (від лат. numeralis, дос. «числовий») — перехід інших частин мови в числівник, тобто набуття синтаксичних функцій і категоріального значення числівника.
Нумералізується іменник раз, пор. два рази, кілька разів (тут у значенні іменника) — спізнився тільки раз (тут у значенні числівника).